# Rhinocochlis nasuta
Rhinocochlis nasuta is een slakkensoort uit de familie van de Dyakiidae. De wetenschappelijke naam van de soort is voor het eerst geldig gepubliceerd in 1852 door Metcalfe als Ariophanta nasuta.